# Namenskapsel
Eine Namenskapsel (teilweise auch Adresskapsel) ist eine spezielle Form der Tierkennzeichnung.

## Beschaffenheit

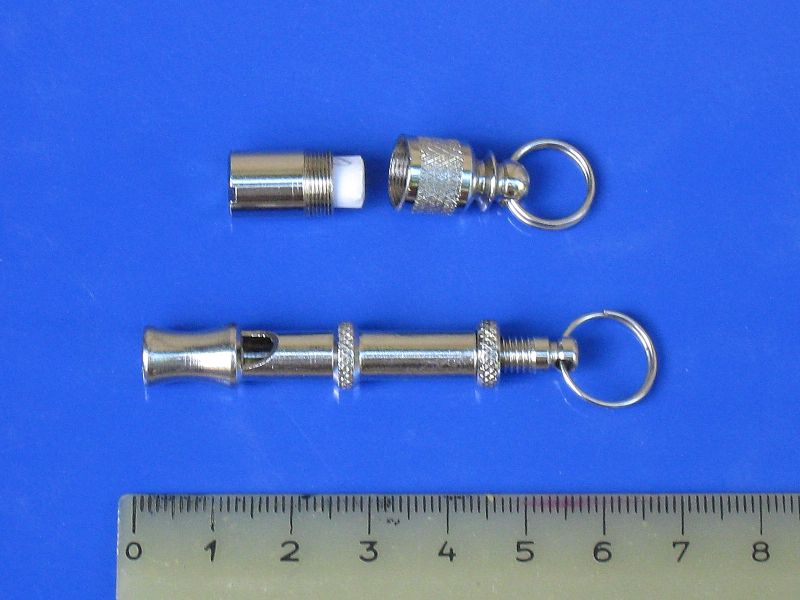
Geöffnete Namenskapsel und eine Hundepfeife

Eine Namenskapsel ist ein etwa ein bis drei Zentimeter langes Metallröhrchen, das am Halsband von Haustieren befestigt wird, damit diese identifiziert werden können. Die Kapsel besteht aus zwei becherartigen Metallstücken, die so ineinander verschraubt werden können, dass sie einen länglichen geschlossenen Hohlraum bilden, in den ein kleines Stück Papier gelegt werden kann. Auf diesem Papier stehen dann etwa die Anschrift und Telefonnummer des Besitzers. Ein Ende der Kapsel hat eine Öse, mit der sie am Halsband des Tieres befestigt werden kann.